# Toni Šparada
Toni Šparada (Šibenik, 25. kolovoza 2000.), hrvatski je vaterpolist. Igra za VK Solaris Šibenik. Visok je 190 cm i težak 91 kg. Njegov brat, Marin Šparada, također je vaterpolist.